# غروب بت‌ها
غروب بت‌ها یا فلسفیدن با پتک (به آلمانی: Götzen-Dämmerung oder Wie man mit dem Hammer philosophirt) کتابی است اثر فردریش نیچه  آلمانی، که شاید در برابر غروب خدایان واگنر نوشته شده باشد.